# Skiejákjávrásj (Arjeplogs socken, Lappland)
Skiejákjávrásj, enligt tidigare ortografi Skiejakjauratj, är en sjö i Arjeplogs kommun i Lappland och ingår i Piteälvens huvudavrinningsområde. Sjön har en area på 0,194 kvadratkilometer, ligger 958 meter över havet och avvattnas av vattendraget Skiejákjåhkå.

## Delavrinningsområde
Skiejákjávrásj ingår i det delavrinningsområde (744350-153886) som SMHI kallar för Ovan Vistejåkkå. Medelhöjden är 964 meter över havet och ytan är 38,72 kvadratkilometer. Räknas de 19 avrinningsområdena uppströms in blir den ackumulerade arean 139,78 kvadratkilometer. Varvvekjåhkå som avvattnar avrinningsområdet har biflödesordning 1, vilket innebär att vattnet flödar genom totalt 1 vattendrag (Piteälven) innan det når havet. Avrinningsområdet består mestadels av kalfjäll (96 procent). Avrinningsområdet har 0,41 kvadratkilometer vattenytor vilket ger det en sjöprocent på 1,1 procent.